# Pseudopaludicola coracoralinae
Pseudopaludicola coracoralinae
É um anfíbio da família Leptodactylidae descrita em 2020 por um grupo de pesquisadores brasileiros e publicada no Journal of Taxonomy, sendo endêmica do Cerrado.
Foi descrita em 03 de julho de 2020 e homenageia a poetisa Goiana Anna Lins dos Guimarães Peixoto Bretas conhecida pelo pseudônimo de Cora Coralina.

## Taxonomia
P. coracoralinae é caracterizada por ter pálpebras superiores lisas, sem tubérculos palpebrais aumentados; calcanhar liso, sem tubérculo cônico; saco vocal subgular único, de cor creme com verrugas brancas ou esbranquiçadas; falanges terminais salientes, sem falanges terminais em forma de T ou pontas dos dedos expandidas; membros posteriores relativamente curtos (articulação tíbio-tarsal alcançando apenas o canto da boca).
O Padrão de coloração é com dorso marrom com mancha marrom-escuras e cinza-pretas; dorso mais escuro que as superfícies dorsais dos membros; barriga esbranquiçada (não pigmentada); região entre lábio superior e o olho com várias manchas brancas arredondadas com listras verticais alternadas de cinza e bege claro; face ventral dos braços e pernas não pigmentada; palma da mão marrom, pigmentada; planta do pé marrom, pigmentada mais escura do que a mão (Andrade et al., 2020).
P. coracoralinae difere das espécies do grupo P. pusilla (sensu Lynch, 1989), que inclui P. boliviana, P. ceratophyes Rivero & Serna, 1985, P. llanera, P. pusilla e P. motorzinho, pela ausência de terminais em forma de T ou pontas dos dedos expandidas (discos ou almofadas). P. coracoralinae tem falanges terminais salientes, semelhantes em forma às de P. falcipes (Cardozo & Suárez, 2012). Também se diferencia de P. ceratophyes por ter as pálpebras superiores lisas; P. ceratophyes tem pálpebras superiores com um tubérculo palpebral alargado (Lynch, 1989). É diferente de P. boliviana, P. ceratophyes, P. llanera e P. motorzinho por ter um calcanhar liso, sem tubérculo cônico alargado (Lynch 1989; Pansonato et al. 2016).
Difere das espécies do grupo de P. saltica que inclui P. saltica, P. murundu e P. jaredi, por ter membros posteriores curtos (articulação tibiotarsal chegando perto do canto da boca), enquanto todas as três espécies acima mencionadas têm membros posteriores com a articulação tibiotarsal estendendo-se além da ponta do focinho (Andrade et al., 2016).
A série tipo está tombada no Museu de Zoologia da Universidade de Campinas – ZUEC, São Paulo e na Coleção de Anuros do Museu de Biodiversidade do Cerrado, Universidade Federal de Uberlândia – AAG-UFU, Minas Gerais.

## Vocalização
Padrão de canto de anúncio, composto de 2–6 séries bem definidas de notas tonais, tendo cada série de 7–116 notas, emitidas a taxas de 1485–2077 notas por minuto (Andrade et al., 2020).

## Distribuição Geográfica e Status de Conservação
P. coracoralinae é conhecida apenas para sua localidade-tipo, Palmeiras de Goiás, Estado de Goiás (Andrade et al. 2020). Porém existem populações conhecidas que têm o canto de anúncio semelhantes a P. coracoralinae e P. facureae nas cidades de Limeira do Oeste, MG (Andrade & Carvalho, 2013); Goianésia, Piracanjuba e Parque Estadual Itamiro de Moura Pacheco, todas no Estado de Goiás (Guimarães et al., 2001; Carvalho et al. 2015; Ramalho et al., 2018). Goianésia está cerca de 180km a nordeste, Piracanjuba a cerca de 100km a sudeste e o Parque Estadual Altamiro de Moura Pacheco fica a cerca de 80km a nordeste todas em relação a localidade-tipo de P. coracoralinae. Limeira do Oeste está mais próxima da localidade-tipo de P. facureae, cerca de 250km a leste. Contudo, as identificações precisas destas populações, para serem confirmadas ainda carecem de estudos que evolvam caracteres genéticos, pois ambas as espécies são morfológica e acusticamente crípticas.
Por ser uma espécie recentemente descrita, ainda não se tem informações precisas sobre sua história natural e seu status de conservação quanto ao ICMBio e IUCN. Porém, como todos os anfíbios, a transformação brusca da paisagem, perda de hábitat, crescimento demográfico e desmatamento são ameaças para as populações da espécie.